# Джанмарко Феррарі
Джанмарко Феррарі (італ. Gian Marco Ferrari, нар. 15 травня 1992, Парма) — італійський футболіст, захисник клубу «Сассуоло» і національної збірної Італії.

## Клубна кар'єра
Народився 15 травня 1992 року в місті Парма. Вихованець футбольної школи місцевого однойменного клубу.
У дорослому футболі дебютував 2009 року виступами на умовах оренди за нижчоліговву «Монтічеллі Терме». Згодом на аналогічних умовах захищав кольори «Крочіаті Ночето», «Фіоренцуоли» і «Ренате».
2013 року уклав повноцінний контракт з третьоліговим «Губбіо», а за рік вже виступав у друголіговому «Кротоне». 2016 року допоміг команді пробитися до найвищого дивізіону і сезон 2016/17 був у її складі основним гравцем вже на рівні Серії A.
Наступний сезон 2017/18 провів у складі «Сампдорії», де грав на правах оренди із «Сассуоло». Влітку 2018 року продовжив кар'єру в останній команді.

## Виступи за збірну
З 2018 року викликався до лав національної збірної Італії. Утім дебютував за головну команду країни лише у травні 2021 року, вийшовши на поле у товариській грі проти збірної Сан-Марино, у якій став автором одного із семи голів своєї збірної.
| Дата      | Місто   | Господарі | Результат | Гості      | Турнір           | Голи | Примітки |
| --------- | ------- | --------- | --------- | ---------- | ---------------- | ---- | -------- |
| 28-5-2021 | Кальярі | Італія    | 7 – 0     | Сан-Марино | товариський матч | 1    |          |
| Усього    |         | Матчів    | 1         |            | Голів            | 1    |          |